# Cosméticos (banda)
Cosméticos fue una banda argentina de estilo new wave, que se fundó en abril de 1983 tras los pasos de Virus. Realizaron numerosas presentaciones en pubs de Capital Federal y el Gran Buenos Aires. En toda su carrera editaron solamente dos trabajos discográficos.

## Historia
A mediados del año 1983, Mario Fernández fundó la banda, con la intención de fusionar el rock & roll con la corriente New Wave de aquel entonces.
El resultado fue un poderoso "rock moderno" (así definido por sus propios integrantes) que en poco tiempo sonaba en las discos y los pubs de la ciudad de Bs. As.
La formación original fueron: Julio Breshnev en la voz, Mario Fernández en guitarra y teclados, Leslie Burón en guitarra, Alejandro Arena en bajo (luego reemplazado por Héctor Grasso) y Pablo Linares en batería (luego reemplazado por Guillermo López Galán)
Entre los meses de marzo y abril de 1985, grabaron el primer disco, llamado simplemente Cosméticos. Con el lanzamiento de su primer disco de estudio homónimo de 1985 por CBS y producido por Julio Moura, la banda empezó a parecer en todos los medios de comunicación y sobre todo en los programas dedicados a fomentar las propuestas musicales del momento, Este trabajo fue presentado en la discoteca Paladium en ese año, con Gringui Herrera en el bajo, ya que Alejandro Arena había sufrido un accidente automovilístico que casi le cuesta la vida. Las sucesivas actuaciones en TV (Domingos para la juventud, Sábados de la bondad, Mesa de Noticias, La noticia rebelde, Badía y Cía, etc.) realzan la popularidad de la banda y generaron una interesante venta discográfica.
En 1986 continuaron con los shows por todo el país, ya con Héctor Grosso en reemplazo de Alejandro Arena, definitivamente alejado. Editaron su segundo álbum, Cambios de imagen, del cual tuvieron como éxito las canciones Enamorándote otra vez y Sentidos perdidos. En el disco se percibe fácilmente el logro de una madurez sonora y buenos arreglos, por lo que el material supera al del primer disco en cuanto a calidad y limpieza. El fuerte ritmo bailable de Latidos de Placer y la balada pop Estás despierta son un ejemplo de ello. Se separaron en el año 1987 antes de poder registrar un tercer trabajo discográfico.

## Primera formación
- Voz: Julio Breshnev
- Guitarra y teclados: Mario Fernández
- Guitarra: Leslie Burón
- Bajo: Alejandro Arena
- Batería: Pablo Linares

## Segunda formación
- Voz: Julio Breshnev
- Guitarra y teclados: Mario Fernández
- Guitarra: Leslie Burón
- Bajo: Héctor Grasso
- Batería: Guillermo López Galán

## Discografía oficial
- Cosméticos  (1985)
- Cambios en la imagen (1986)